# Marroneto
Marroneto è una frazione del comune italiano di Santa Fiora, nella provincia di Grosseto, in Toscana.

## Storia
Il toponimo deriva dai marroni, in quanto la località si trova immersa nei boschi di castagni. Marroneto è composto da un nucleo più antico, il rione Renaiolo, con abitazioni in sasso peperino – qui era in funzione la cava di peperino più grande del comune – e altri sette rioni nati via via intorno ad alcune fonti: Case Baciacchi, Case Bigi, Case Raspini, Case Tonini, Gretini, Mormoraio e Soana.
Nell'ultimo decennio, Marroneto si è allargato fino a divenire l'appendice orientale del capoluogo comunale, tant'è che pur essendo una frazione viene considerata come un quartiere di Santa Fiora.

## Monumenti e luoghi d'interesse
Nei pressi del paese si trovano i resti delle mura della vecchia polveriera utilizzata come deposito di esplosivi per le miniere di mercurio, oltre che delle strutture d'estrazione legate alla grande cava di peperino qui situata.
Nei pressi di Marroneto, prima di arrivare in paese giungendo da Santa Fiora, si trova la chiesa di San Rocco, piccolo edificio di culto immerso nei castagni, risalente al 1529.

## Società

### Evoluzione demografica
Quella che segue è l'evoluzione demografica della frazione di Marroneto. In seguito al censimento del 1991, gli abitanti della frazione vengono conteggiati da Istat in quelli di Santa Fiora.
| Anno | Abitanti | Abitanti       |
| Anno | Frazione | Centro abitato |
| ---- | -------- | -------------- |
| 1931 | 520      | —              |
| 1936 | 543      | 358            |
| 1961 | 407      | 252            |
| 1981 | 338      | 267            |

### Tradizioni e folclore
Nonostante la piccola estensione del paese, Marroneto è uno dei pochi in provincia di Grosseto in cui si sono mantenute pressoché intatte le proprie usanze e tradizioni, tanto da vantare tre importanti ricorrenze nel corso dell'anno:
- Canti di questua della Befana: festa che si svolge ogni 5 gennaio, è un'antica ricorrenza legata al ritorno dei dicioccatori dalla Maremma subito dopo la castagnatura.[2][6]

- Carnevale morto: originale manifestazione carnevalesca in cui gli uomini di Marroneto si divertono a creare una piccola rappresentazione che si tramanda da generazioni, dove si dà il saluto al "Carnevale" che viene ucciso dalla "Quaresima".[2][7] Come afferma l'antropologo Roberto Ferretti, si tratta dell'unica rappresentazione popolare che gioca sul tema della morte e del macabro come auto-liberazione che sia sopravvissuta fino ad oggi in Maremma.[8]

- Festa dell'Assunta: la festa si svolge ogni 14 agosto, con danze e canti intorno a cataste di fascine incendiate. Deriva da un antico rito di purificazione della campagna.[2][9]